# 青木亜希
青木 亜希（あおき あき、1985年5月8日 - ）は、日本の元ファッションモデル。所属事務所はディスカバリー・エンターテインメント。

## 略歴
- 2006年にファッション雑誌『PINKY』のプリンセスPINKY準グランプリを受賞。

## 人物
2008年10月24日発売の写真週刊誌『フライデー』でお笑い芸人の有吉弘行との熱愛が報じられる。同誌の取材に対して双方は交際を認めた。有吉の話によると2007年から交際をはじめ、2009年7月放送のバラエティ番組『はねるのトびら』に出演した際も交際が続いていることが明かされていた。2010年9月放送のトーク番組『爆!爆!爆笑問題』に出演した際はOLと交際していると発言している為、既にモデル業を辞めていたとされる。同年11月頃に有吉と破局した模様。プロ野球の巨人軍山口鉄也と結婚した。

## 出演

### 雑誌
- Cawaii!（主婦の友社）2006年2月号で、斉川あい、陸守絵麻とともに振袖姿で表紙を飾る
- PINKY（集英社、2006年 - ）

### テレビ
- 加藤夏希のトレンドアイズ（BS日テレ、2008年11月19日 - 12月3日）土岐田麗子と共にベトナムを旅する

### 映画
- セレブが結婚したい13の悪魔（2007年） - 案内嬢 役